# Ievgueni Agrest
Ievgueni Agrest (Vitebsk, 15 d'agost de 1966) és un jugador d'escacs rus, que té el títol de Gran Mestre des del 1997. És jugador del Societat Coral Colon de Sabadell.
A la llista d'Elo de la FIDE de l'abril de 2017, hi tenia un Elo de 2600 punts, cosa que en feia el jugador número 2 (en actiu) de Suècia, i el número 26 del rànquing mundial. El seu màxim Elo va ser de 2616 punts, a la llista de gener de 2004 (posició 82 al rànquing mundial).

## Resultats destacats en competició
Ha estat quatre cops campió de Suècia (1998, 2001, 2003, and 2004), i tres vegades campió Nòrdic (2001 juntament amb Artur Kogan, 2003 juntament amb Curt Hansen, i el 2005).
Al 2010 fou 1r–6è (tercer després del desempat) al Campionat d'escacs individual de la Unió Europea.

### Participació en olimpíades d'escacs
Agrest ha participat, representant Suècia, en vuit Olimpíades d'escacs en els anys 1998 i 2014, amb un resultat de (+18 =43 –14), per un 52,7% de la puntuació. El seu millor resultat el va fer a l'Olimpíada del 2010 en puntuar 6 de 9 (+4 =4 -1), amb el 66,7% de la puntuació, amb una performance de 2659.